# Maskerade (Pratchett)
Maskerade is het achttiende boek uit de Schijfwereldreeks van de Britse fantasyschrijver Terry Pratchett. Het verhaal is Pratchetts versie van het Spook van de Opera (The Phantom of the Opera). In 2009 is het boek heruitgegeven en "grondig hertaald" door Venugopalan Ittekot. Deze versie van het boek draagt de naam Maskeradel.

## Verhaal
Opoe Wedersmeer en Ootje Nack werken elkaar op de zenuwen, sinds Magraat Knophlox hun heksenkring heeft verlaten om "koninginnetje te spelen". (zie: De plaagzusters, Heksen in de lucht en Edele Heren en Dames) Ootje heeft besloten dat Agnes Neter hun kring zal komen versterken, maar het meisje blijkt naar Ankh-Meurbork te zijn vertrokken om bij de Opera te gaan zingen. In het Operagebouw blijkt het Spook rond te waren, dat de jonge zangeresjes de stuipen op het lijf jaagt.